# Canrenone
Canrenone, bán dưới tên thương hiệu Contaren, Luvion, Phanurane, và Spiroletan, là một steroid antimineralocorticoid  của spirolactone nhóm liên quan đến spironolactone được sử dụng như một thuốc lợi tiểu trong châu Âu, kể cả ở Ý và Bỉ. Nó cũng là một chất chuyển hóa hoạt động quan trọng của spironolactone, và một phần chiếm tác dụng điều trị của nó.

## Sử dụng trong y tế
Canrenone được sử dụng chủ yếu như là thuốc lợi tiểu.
Canrenone đã được tìm thấy là có hiệu quả trong điều trị rậm lông ở phụ nữ.

## Dược lý

### Dược lực học
Canrenone được báo cáo là mạnh hơn như một antimineralocorticoid so với spironolactone, nhưng ít mạnh hơn và có hiệu quả như một antiandrogen. Tương tự như spironolactone, canrenone ức chế các enzyme steroidogen như 11β-hydroxylase, enzyme phân tách chuỗi bên cholesterol, 17α-hydroxylase, 17,20-lyase và 21-hydroxylase, nhưng một lần nữa, lại tương đối kém hiệu quả.
| Hợp chất | <abbr title="<nowiki>Androgen receptor</nowiki>">AR <abbr title="<nowiki>Relative binding affinity</nowiki>">RBA (%) | <abbr title="<nowiki>Androgen receptor</nowiki>">AR K i (nM) |
| --- | --- | ------------------------------------------------------------ |
| Metribolone | 100 | 1,18                                                         |
| Dihydrotestosterone | 136 | 0,87                                                         |
| Testosterone | 117 | 1,01                                                         |
| Spironolactone | 67,0 | 1,76                                                         |
| Trimethyltrienolone | 14.8 | 8,0                                                          |
| Megestrol axetat | 13.6 | 8,7                                                          |
| Codoterone axetat | 12,5 | 9,5                                                          |
| Progesterone | 6,6 | 18                                                           |
| Estradiol | 4,9 | 24                                                           |
| Androstenedione | 2.0 | 58                                                           |
| Canrenone | 0,84 | 140                                                          |
| Flutamid | 0,079 | 1200                                                         |
| Cimetidin | 0,00084 | 140.000                                                      |
| Lưu ý: (1) Nguyên bào sợi da người dùng để xét nghiệm. (2) Tình hình in vivo là khác nhau đối với flutamide và spironolactone do biến đổi sinh học. (3) Phát hiện mâu thuẫn đối với spironolactone. Nguồn: Xem mẫu. | |                                                              |

### Dược động học
Thời gian bán hủy của canrenone là khoảng 16,5  giờ.

### Là một chất chuyển hóa
Canrenone là một chất chuyển hóa hoạt động của spironolactone, axit canrenoic và kali canrenoate, và được coi là một phần chịu trách nhiệm về tác dụng của chúng. Nó đã được tìm thấy chiếm khoảng 10 đến 25% tác dụng tiết kiệm kali của spironolactone, trong khi một chất chuyển hóa khác, 7α-thiomethylspironolactone (7α-TMS), chiếm khoảng 80% tác dụng tiết kiệm kali của thuốc uống.
| Hợp chất                                                                           | <abbr title="<nowiki>Peak concentrations</nowiki>">C tối đa (ngày 1) | <abbr title="<nowiki>Peak concentrations</nowiki>">C tối đa (ngày 15) | <abbr title="<nowiki>Area-under-the-curve concentrations</nowiki>">AUC (ngày 15) | <abbr title="<nowiki>Elimination half-life</nowiki>">t 1/2 |
| ---------------------------------------------------------------------------------- | -------------------------------------------------------------------- | --------------------------------------------------------------------- | -------------------------------------------------------------------------------- | ---------------------------------------------------------- |
| Spironolactone                                                                     | 72 ng / mL (173 nmol / L)                                            | 80 ng / mL (192 nmol / L)                                             | 231 ng • giờ / mL (555 nmol • giờ / L)                                           | 1,4 giờ                                                    |
| Canrenone                                                                          | 155 ng / mL (455 nmol / L)                                           | 181 ng / mL (535 nmol / L)                                            | 2.173 ng • giờ / mL (6.382 nmol • giờ / L)                                       | 16,5 giờ                                                   |
| <abbr title="<nowiki>7α-Thiomethylspironolactone</nowiki>">7-TMS                   | 359 ng / mL (924 nmol / L)                                           | 391 ng / mL (1.006 nmol / L)                                          | 2.804 ng • giờ / mL (7.216 nmol • giờ / L)                                       | 13.8 giờ                                                   |
| <abbr title="<nowiki>6β-Hydroxy-7α-thiomethylspironolactone</nowiki>">6β-OH-7α-TMS | 101 ng / mL (250 nmol / L)                                           | 125 ng / mL (309 nmol / L)                                            | 1.727 ng • giờ / mL (4.269 nmol • giờ / L)                                       | 15.0 giờ                                                   |
| Nguồn: Xem mẫu.                                                                    |                                                                      |                                                                       |                                                                                  |                                                            |

## Lịch sử
Canrenone được mô tả và mô tả vào năm 1959. Nó được giới thiệu cho mục đích y tế, dưới dạng kali canrenoate (muối kali của axit canrenoic), vào năm 1968.

## Xã hội và văn hoá

### Tên gốc
Canrenone là INN và USAN của thuốc.

### Tên biệt dược
Canrenone đã được bán trên thị trường dưới tên biệt dược Contaren, Luvion, Phanurane, và Spiroletan, cùng với những tên khác.

### Tính khả dụng
Canrenone dường như chỉ có sẵn ở Ý, mặc dù kali canrenoate vẫn được bán trên thị trường ở nhiều quốc gia khác.